# Schwabach
Pour les articles homonymes, voir Schwabach (homonymie).
Schwabach est une ville proche de Nuremberg en Bavière (Allemagne).
La ville est réputée pour son artisanat axé sur le travail de l'or en feuille. Son nom a donné un type d'écriture gothique, la Schwabacher (fin xve siècle).

## Histoire
| Appartenances historiques Burgraviat de Nuremberg 1105–1398 Principauté d'Ansbach 1398–1792 Royaume de Prusse 1792–1806 Royaume de Bavière 1806–1918 République de Weimar 1918–1933 Reich allemand 1933–1945 Allemagne occupée 1945–1949 Allemagne 1949–présent |

## Monuments et lieux touristiques

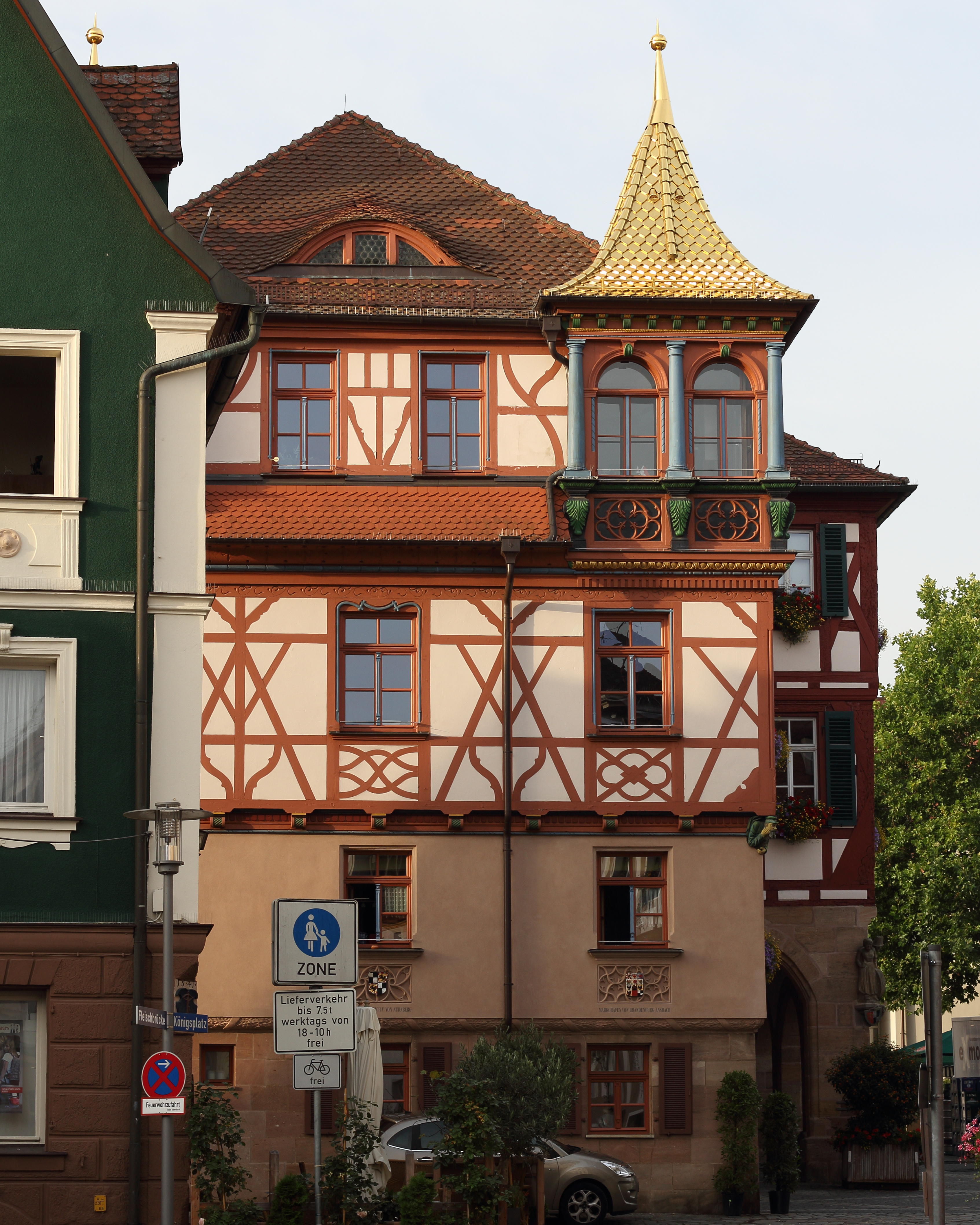
La mairie.

- Église gothique (1495)
- Mairie (1528)
- « Belle fontaine » (1717)

## Jumelages et partenariats
- Les Sables-d'Olonne (France) depuis le 15 juin 1975
- Kemer (Turquie) depuis 1998
- Kalambaka (Grèce) depuis 2002
- Gossas (Sénégal) (parrainage)